# Petenia
Petenia is een monotypisch geslacht van straalvinnige vissen uit de familie van de cichliden (Cichlidae).

## Soorten
- Petenia splendida Günther, 1862